# Antarctica Futebol Clube
O Antarctica Futebol Clube foi um clube de futebol brasileiro da cidade de São Paulo.

## História
Assim como tantas outras empresas privadas, a Companhia Antarctica Paulista de bebidas mantinha em seu grêmio de funcionários um time de futebol. Criado em 1915, o Antarctica FC participou nos anos seguintes das divisões inferiores da Associação Paulista de Sports Athleticos. Em 1926, o clube filiou-se à Liga dos Amadores de Foot-ball, por onde disputou o principal campeonato dessa liga até 1929.
Com a extinção da LAF, o clube reintegrou-se a APSA, tendo participado da Segunda Divisão da APEA (equivalente ao terceiro nível da liga) e sido campeão da edição de 1930.
Em 1933, o clube acabou se fundindo com o Sport Club Internacional, dando origem ao Clube Atlético Paulista no ano seguinte.

## Títulos
- Campeonato Paulista - Série A2 = 1930